# Didymostoma
Didymostoma és un gènere d'arnes de la família Crambidae.

## Taxonomia
- Didymostoma aurotinctalis (Hampson, 1898)
- Didymostoma euphranoralis Walker, 1859